# La Capelle Saint-Martin
Pour les articles homonymes, voir Saint-Martin.
La Capelle Saint-Martin est un lieu-dit situé sur la commune de Luc-la-Primaube, dans le département de l'Aveyron.

## Histoire
La Capelle Saint-Martin constitue, avec Luc, un des berceaux de la commune. Le village comptait environ 220 habitants aux alentours de 1350 (Luc en comptait presque 700). Ils étaient sous domination du Baron d'Arpajon de Calmont de Plantcage. L'église de la Capelle était, elle, sous domination de l'abbaye de Bonnecombe. Séparés de 3 kilomètres environ, la Capelle fut assimilée par Luc en 1829 pour ne former qu'un : la commune de Luc. À partir de cette date, la Capelle n'est désormais plus considérée comme une commune à part entière mais comme simple hameau. Depuis le XIXe siècle, une nouvelle ville du nom de la Primaube a vu le jour, et est devenue un des points les plus importants de la commune.
Une relique était conservée dans l'église de la Capelle Saint-Martin. Elle faisait venir beaucoup de personnes, puisque les gens pensaient qu'en l'embrassant, elle éradiquait toute infection de ver. Elle est aujourd'hui conservée intacte dans la maison de retraite Saint-Anne, à la Primaube.

## Toponymie
Au début de son histoire, le village était nommé Chapelle d'Arboissel. Ce n'est qu'en 1200 qu'il changera de nom pour devenir la Capelle Saint-Martin.

## Géographie
Le hameau se situe sur la commune de Luc-la-Primaube, plus précisément, au sud de la Primaube.

## Monuments

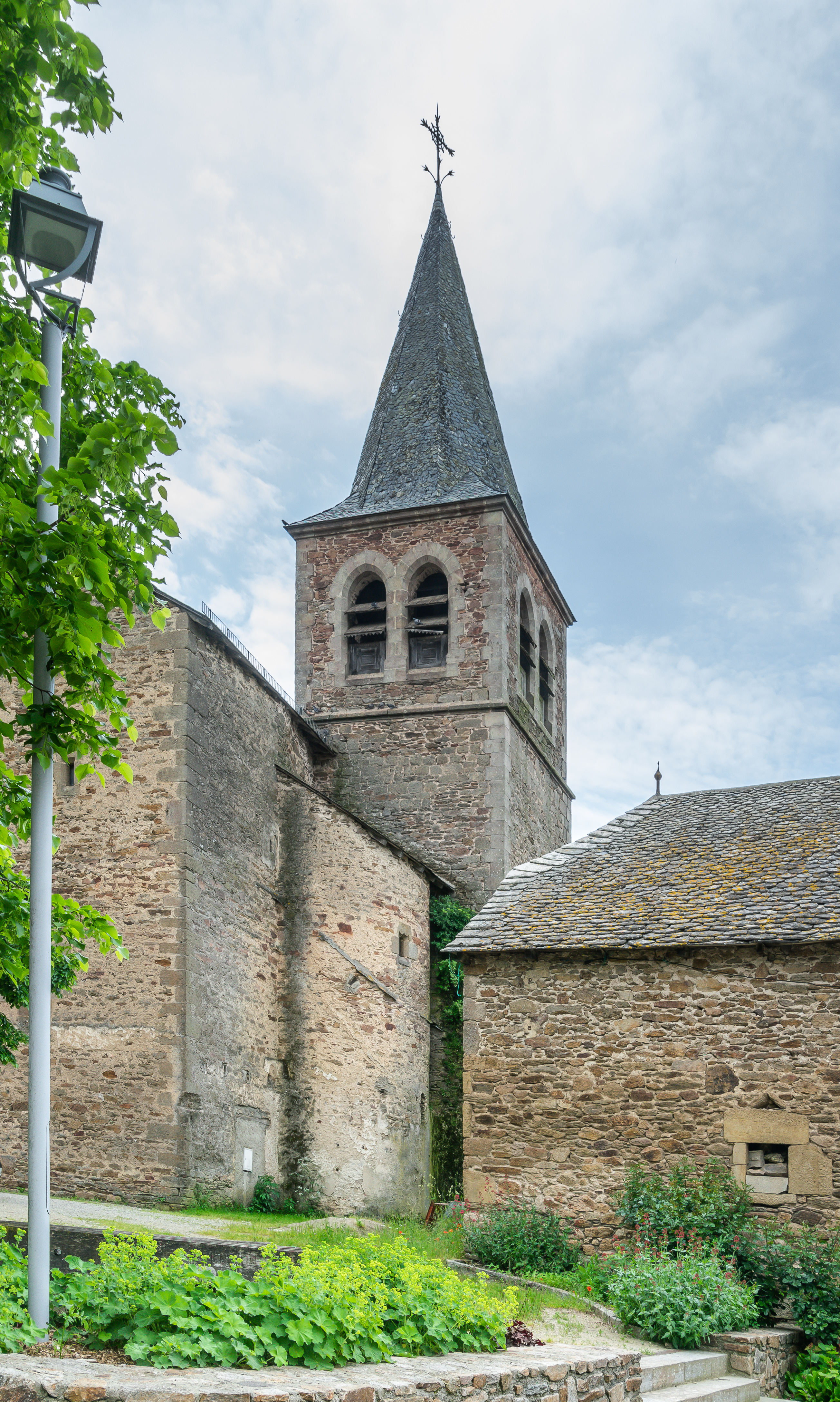

### L'église de la Capelle Saint-Martin
L'église de la Capelle Saint-Martin est composée d'une nef et d'un chœur, d'une tour grenier de hauteur 36 mètres (correspondant aujourd'hui au clocher), et d'un étage accessible grâce au 37 marches de l'escalier en colimaçon. La typologie de construction de cette église correspond à celle d'une grange-église cistercienne, monument apparemment unique en Occitanie. La tradition orale a assimilé les deux niveaux supérieurs à des greniers et des cellules pour les moines de l'abbaye de Bonnecombe. Au nord de l'église, le presbytère semble dater du XIXe siècle. Dans la cour qui le précède, se trouve un four à pain ouvrant sur une remise. A l'est de l'église, le cadastre napoléonien montre que préexistait dans le dernier quart du XIXe siècle un bâtiment accolé à l'église ainsi qu'une vaste grange-étable accolée à un corps de bâtiment plus petit qui comporte un four pour un séchoir à châtaignes. 
Le prieuré de La Capelle-Saint-Martin est uni en 1203 par Hugues, évêque de Rodez, à l'abbaye de Bonnecombe. L'église paroissiale est construite au XVe siècle mais le réemploi de sarcophages, en partie basse du mur sud du chevet, atteste de l'antériorité du site. A l'occasion de la visite pastorale du cardinal Bourret en 1880 un reliquaire aurait été découvert, contenant un acte signé par François d'Estaing et notifiant la consécration de l'autel, faite par lui le 30 avril 1517. En 1890 l’édifice fait l’objet d’une reconstruction partielle pour la partie haute du clocher et en 1925 elle est agrandie d'après un projet de l'architecte ruthénois Jules Andrieu. À partir de 1964, date de la construction de l’église Saint-Jean de La Primaube, l’église de La Capelle Saint Martin n’accueille plus d’offices religieux. Ses trois cloches sont démontées en 2000 et transférées dans le nouveau clocher de La Primaube en 2004. Elle est exécrée en 2021. En 2023, un appel aux dons est lancé pour participer à sa restauration. 

### Le monument aux morts

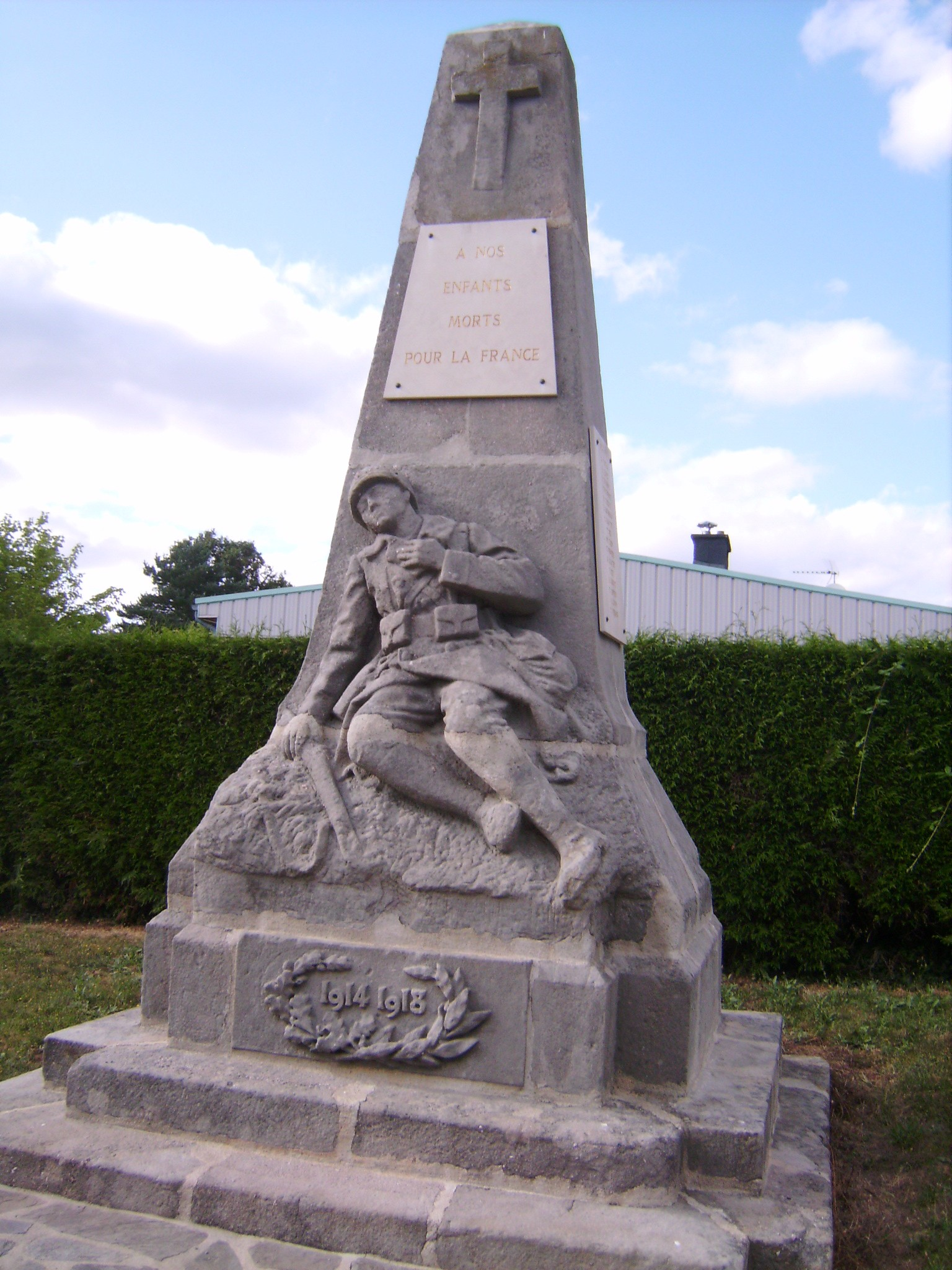

Un monument aux morts a été créé, à la suite de la guerre de 14-18, dans la campagne, près de la Capelle. Il fut élevé pour honorer les habitants de la Capelle Saint-Martin, morts lors de cette guerre. Sur ce monument était initialement gravée la phrase suivante : Aux glorieux enfants de la Capelle Saint-Martin morts pour la France. Depuis, une nouvelle plaque a recouvert l'ancienne. Elle dit tout simplement À nos enfants morts pour la France. Aujourd'hui, le développement et l'extension de la Primaube ont atteint ce monument qui se retrouve désormais dans le centre-ville, près de l'église de la Primaube.